# Сен-Марсьяль-д’Артансе
Сен-Марсья́ль-д’Артансе́ (фр. Saint-Martial-d'Artenset) — коммуна во Франции, находится в регионе Аквитания. Департамент — Дордонь. Входит в состав кантона Монпон-Менестероль. Округ коммуны — Перигё.
Код INSEE коммуны — 24449.

## География

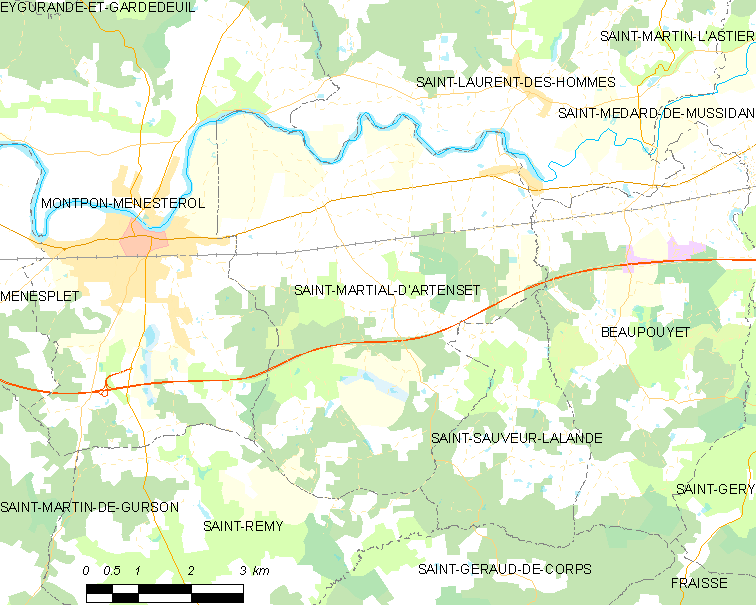
Карта коммуны

Коммуна расположена приблизительно в 460 км к югу от Парижа, в 65 км восточнее Бордо, в 45 км к юго-западу от Перигё.
На севере коммуны протекает река Иль.

### Климат
Климат умеренный океанический со средним уровнем осадков, которые выпадают преимущественно зимой. Лето здесь долгое и тёплое, однако также довольно влажное, здесь не бывает регулярных периодов летней засухи. Средняя температура января — 5 °C, июля — 18 °C. Изредка вследствие стечения неблагоприятных погодных условий может наблюдаться непродолжительная засуха или случаются поздние заморозки. Климат меняется очень часто, как в течение сезона, так и год от года.

## Население
Население коммуны на 2010 год составляло 973 человека.
| 1962 | 1968 | 1975 | 1982 | 1990 | 1999 | 2010 |
| ---- | ---- | ---- | ---- | ---- | ---- | ---- |
| 840  | 750  | 716  | 743  | 839  | 848  | 973  |

## Администрация
| Период | Период | Фамилия | Партия       | Примечания |
| ------ | ------ | ------- | ------------ | ---------- |
| 1989   | 2020   | Макс Ле | беспартийный | фермер     |

## Экономика
В 2010 году среди 586 человек трудоспособного возраста (15-64 лет) 418 были экономически активными, 168 — неактивными (показатель активности — 71,3 %, в 1999 году было 68,1 %). Из 418 активных жителей работали 369 человек (194 мужчины и 175 женщин), безработных было 49 (20 мужчин и 29 женщин). Среди 168 неактивных 28 человек были учениками или студентами, 86 — пенсионерами, 54 были неактивными по другим причинам.

## Достопримечательности
- Церковь Св. Марциала (IX век)
- Замок Ма (XVII век)
- Водяная мельница Дюэль на реке Иль (XIX век)

## Фотогалерея

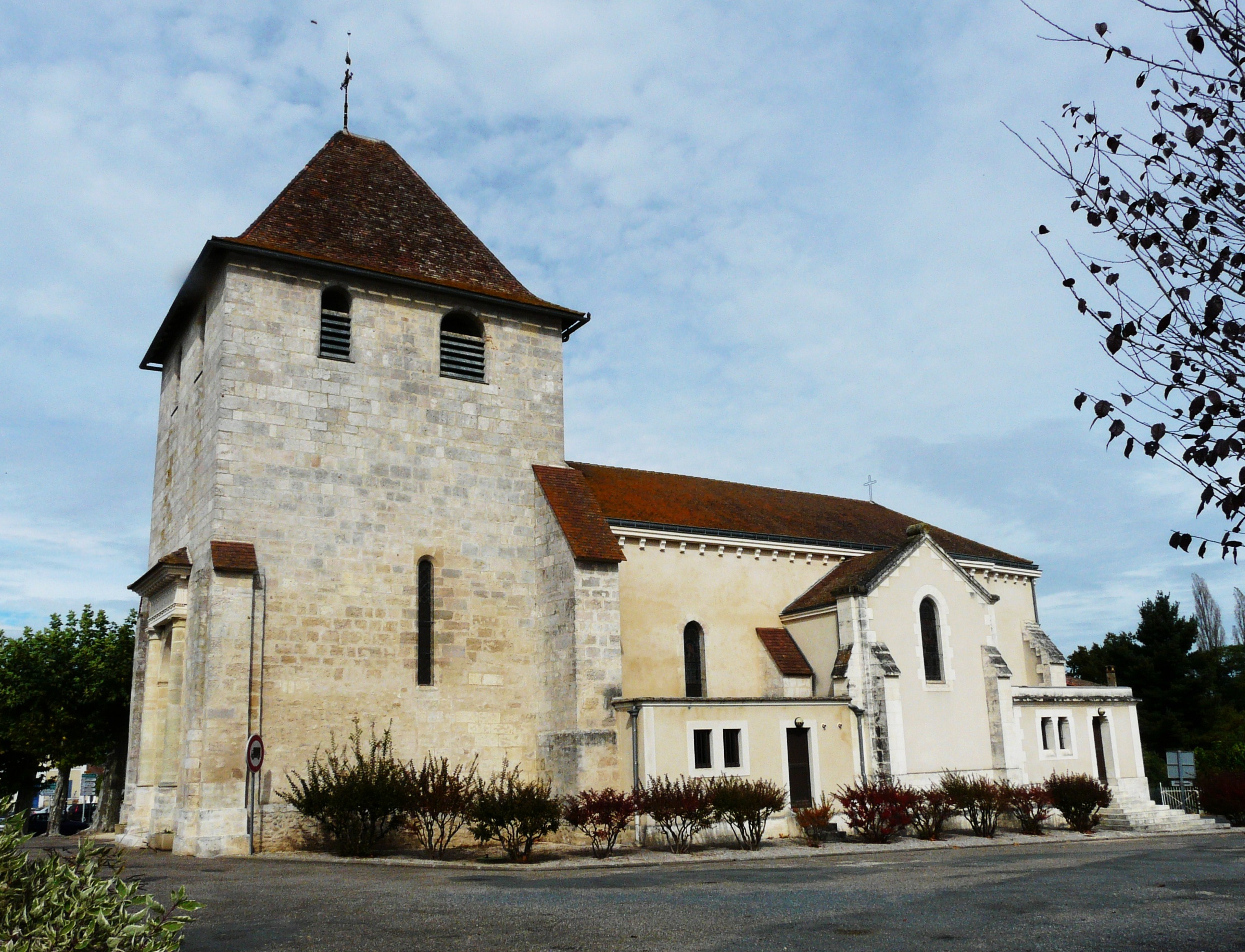
Церковь Св. Марциала
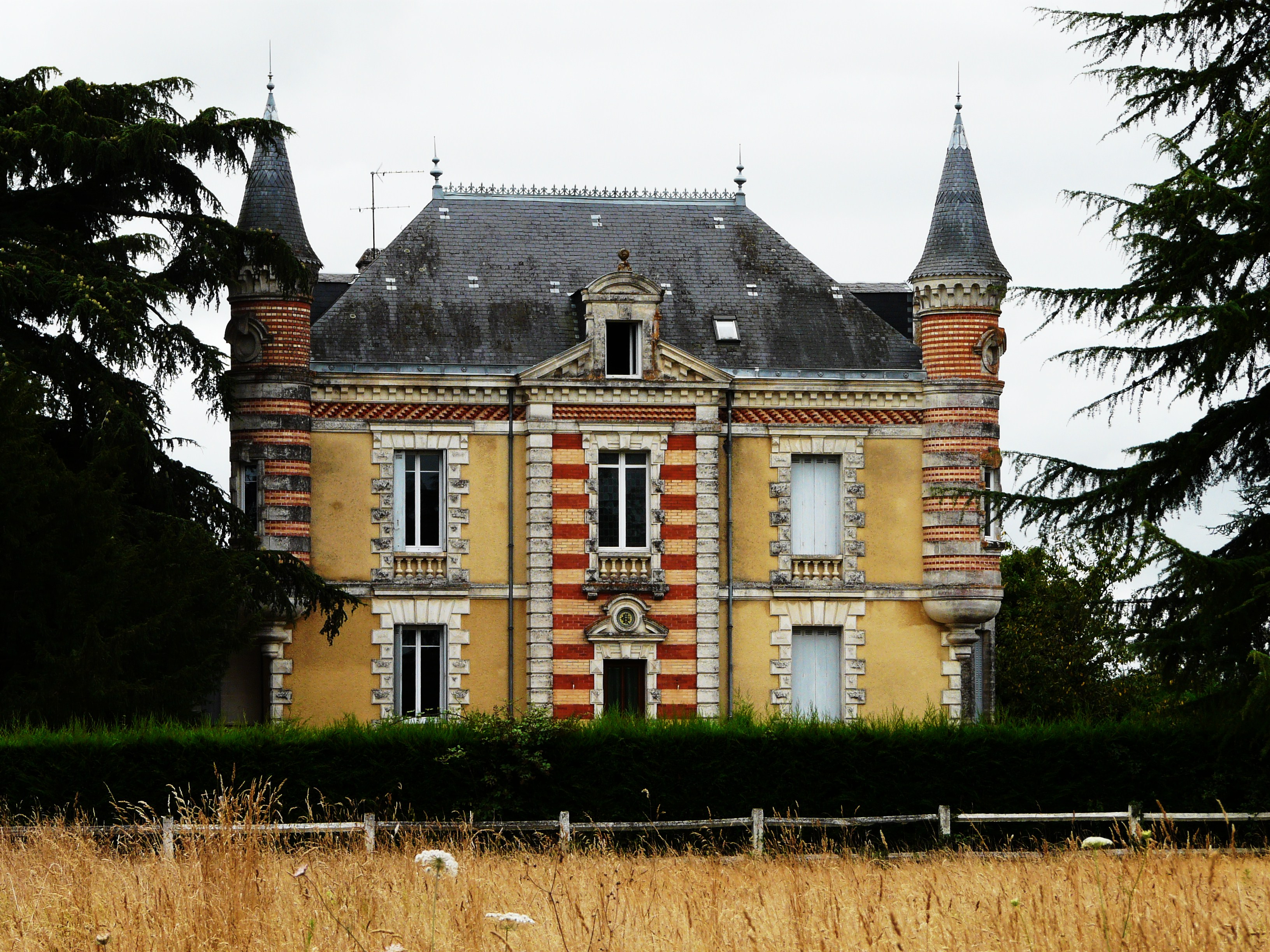
Замок Ма
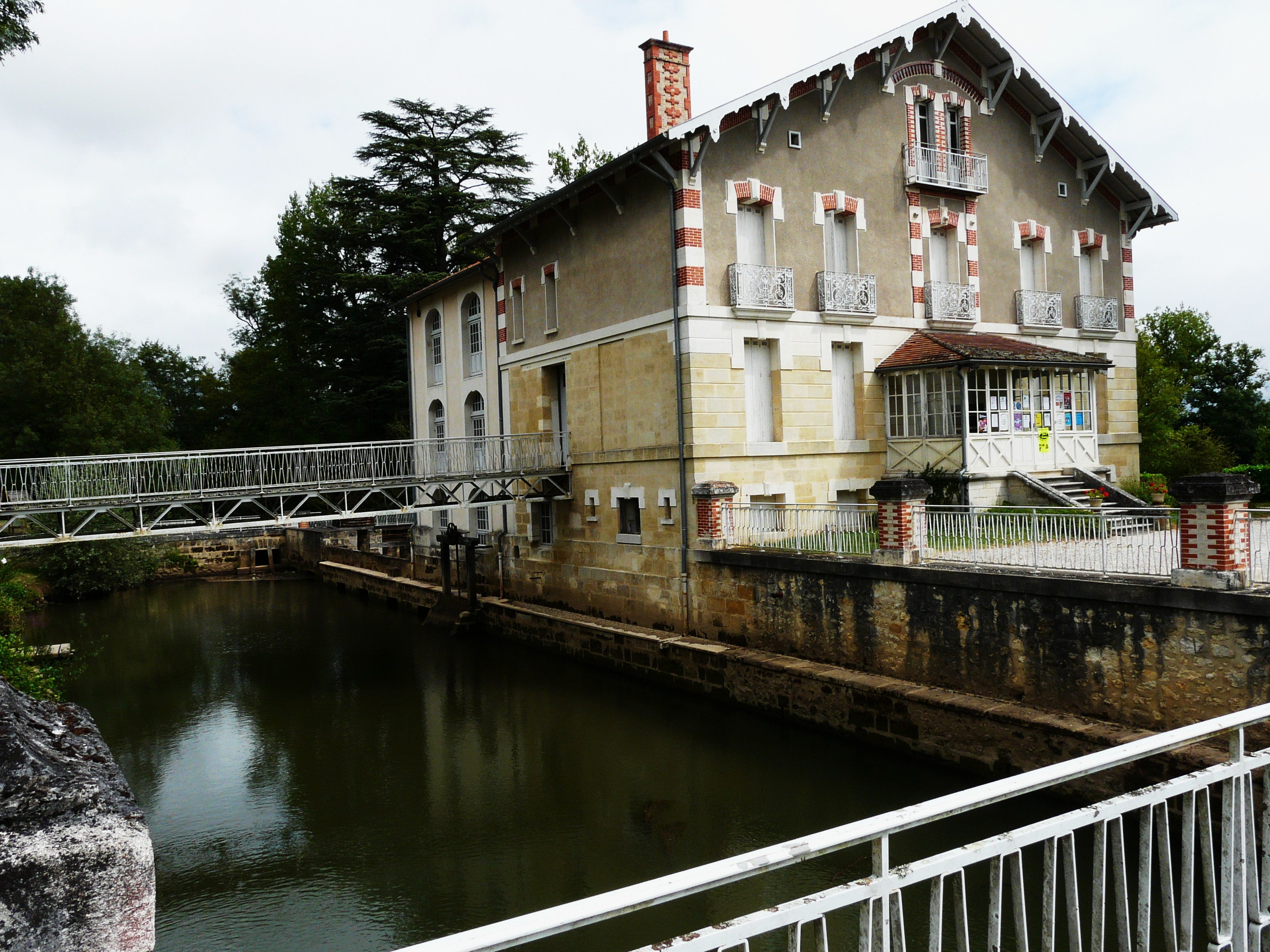
Водяная мельница Дюэль
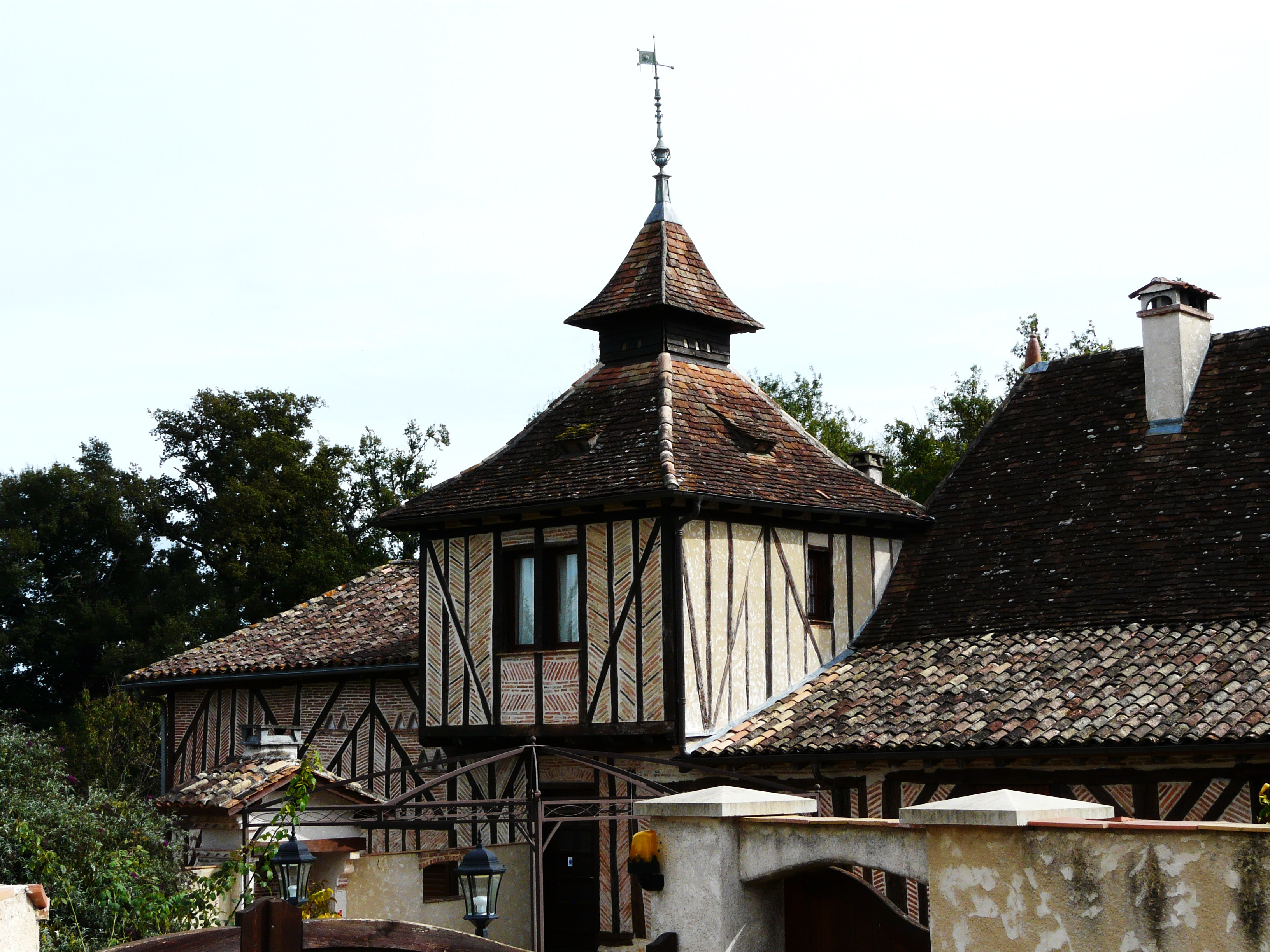
Фахверковый дом
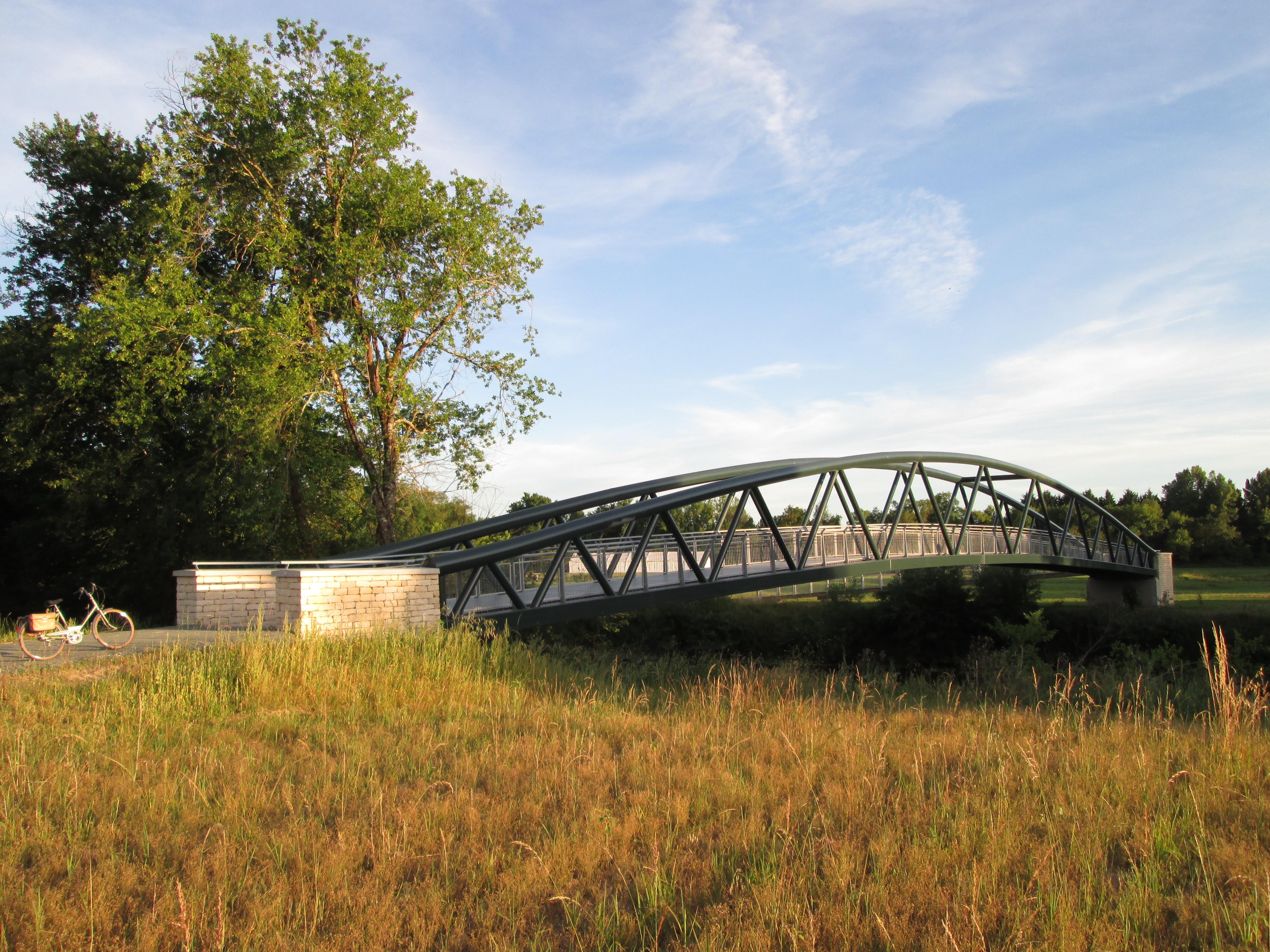
Мост через реку Иль
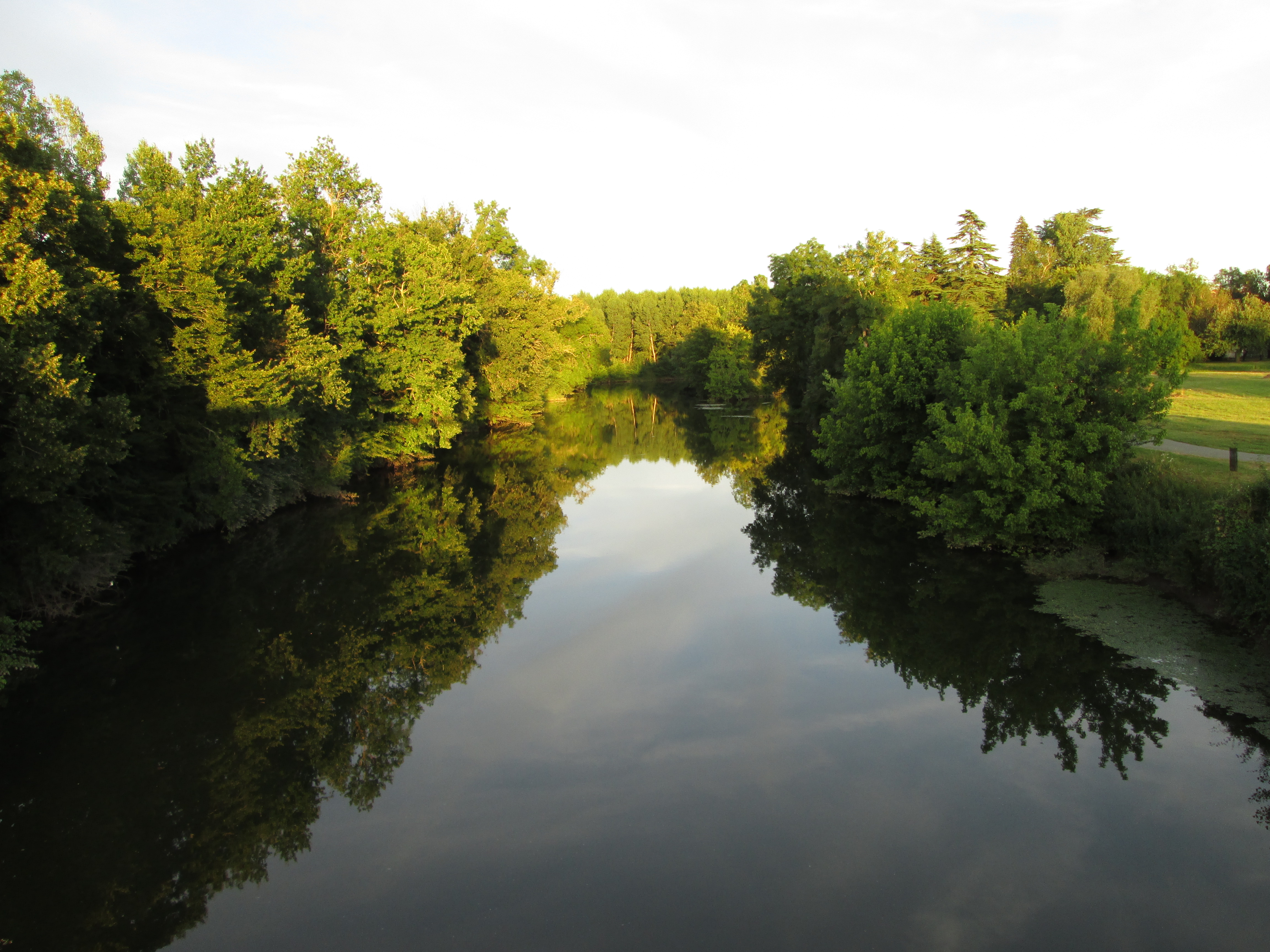
Река Иль